# بریجواتر (نیوجرسی)
بریجواتر (به انگلیسی: Bridgewater Township) شهری در ایالت نیوجرسی کشور ایالات متحده آمریکا است که جمعیت آن در سرشماری سال ۲۰۱۰ میلادی، ۴۴٬۴۶۴ نفر بوده‌است.